# Colí gorjablanc
El colí gorjablanc (Colinus leucopogon) és una espècie d'ocell de la família dels odontofòrids (Odontophoridae) que habita sabanes, zones arbustives i praderies d'Amèrica Central, des de l'oest de Guatemala fins al centre de Costa Rica.